# Cyclononatetraeen
Cyclononatetraeen is een cyclische niet-aromatische verbinding met als brutoformule C9H10. De stof is onstabiel als zodanig en isomeriseert tot cis-8,9-dihydroindeen. Echter, naar analogie met cycloheptatrieen, is het overeenkomstig kation wel stabiel. Aangezien het echter niet voldoet aan de regel van Hückel is dit kation niet aromatisch.